# Nikol Pasjinjan

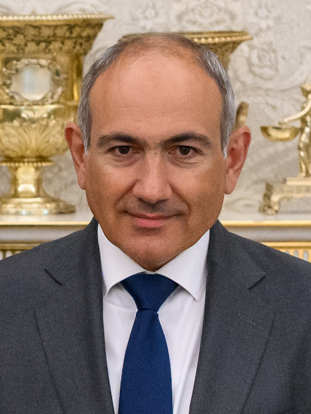
Nikol Pasjinjan in 2025

Nikol Pasjinjan (Armeens: Նիկոլ Փաշինյան) (Idzjevan, 1 juni 1975) is een Armeens politicus en voormalig journalist. Sinds 8 mei 2018 is hij premier van Armenië.

## Journalistieke loopbaan
Pasjinjan was sinds 1992 werkzaam als journalist en startte in 1995 zijn eigen dagelijkse uitgave genaamd Oragir. Hierin was hij vooral kritisch op regeringspolitici. In augustus 1999 werd hij tot een jaar cel veroordeeld en kreeg hij een boete omdat hij een artikel weigerde terug te trekken. Oragir moest hierdoor de activiteiten staken. In hoger beroep werd dit teruggebracht tot een voorwaardelijke straf. De veroordeling kreeg zowel in Armenië als in het buitenland kritiek van mensenrechtenactivisten. Hierna vervolgde hij zijn activiteiten met de nieuwe uitgave Haykakan Zhamanak waarmee hij tot 2012 actief was. In deze periode kreeg Pasjinjan te maken met geweld tegen hemzelf als zijn bezittingen. In 1999 werd hij in elkaar geslagen en in 2003 ontplofte zijn auto. Ook werd hij meermaals juridisch vervolgd.

## Politieke loopbaan
In 1998 was Pasjinjan lid van het campagneteam Asjot Blejan voor de presidentverkiezingen namens de partij Nor Ughi. Bij de parlementsverkiezingen 2007 was hij voorman van Impich’ment’ dashink’ maar haalde geen zetel. De partij werd in 2008 ontbonden. Voor de presidentsverkiezingen verenigde hij de oppositiepartijen met oud-president Levon Ter-Petrosian als boegbeeld. Tijdens de verkiezingscampagne werd hij meermaals gearresteerd. Na de verkiezingen volgde van eind februari tot begin maart 2008 grootschalige protesten in Jerevan die tien dagen zouden duren en zich richtten tegen verkiezingsfraude en de gewelddadigheden tijdens de campagne. Op 1 maart trad de politie met veel geweld op tegen de betogers en velen werden gearresteerd. 
Pasjinjan, die gezien werd als een van de aanstichters van de protesten, werd gezocht door de Nationale Veiligheidsdienst en dook onder. Op 1 juli 2009 gaf hij zich over aan de autoriteiten. Op 19 januari 2010 werd hij veroordeeld tot zeven jaar gevangenisstraf. Internationaal werd Pasjinjan hierna gezien als een politieke gevangene. Zowel nationaal als internationaal werd zijn gevangenschap veroordeeld.
In november 2009 stelde hij zich, terwijl hij gevangen zat, kandidaat voor de parlementszetel in een district in Jerevan. Pasjinjan verloor in een verkiezing die vol stond van de incidenten. Op 27 mei 2011 werd Pasjinjan vrijgelaten nadat hem amnestie verleend was. Tijdens de protesten tegen de regering in 2011, die ruim tien maanden zouden duren, sprak hij meermaals. Bij de parlementsverkiezingen in 2012 werd hij namens Hay Azgayin Kongres (HAK of Armeens Nationaal Congres, ANC) verkozen. Voor de presidentsverkiezingen in 2013 steunde Pasjinjan niet Ter-Petrosian maar oppositieleider Raffi Hovannisjan. Dit leidde tot een breuk met Ter-Petrosian en de ANC.